# Toma Jedrlinić

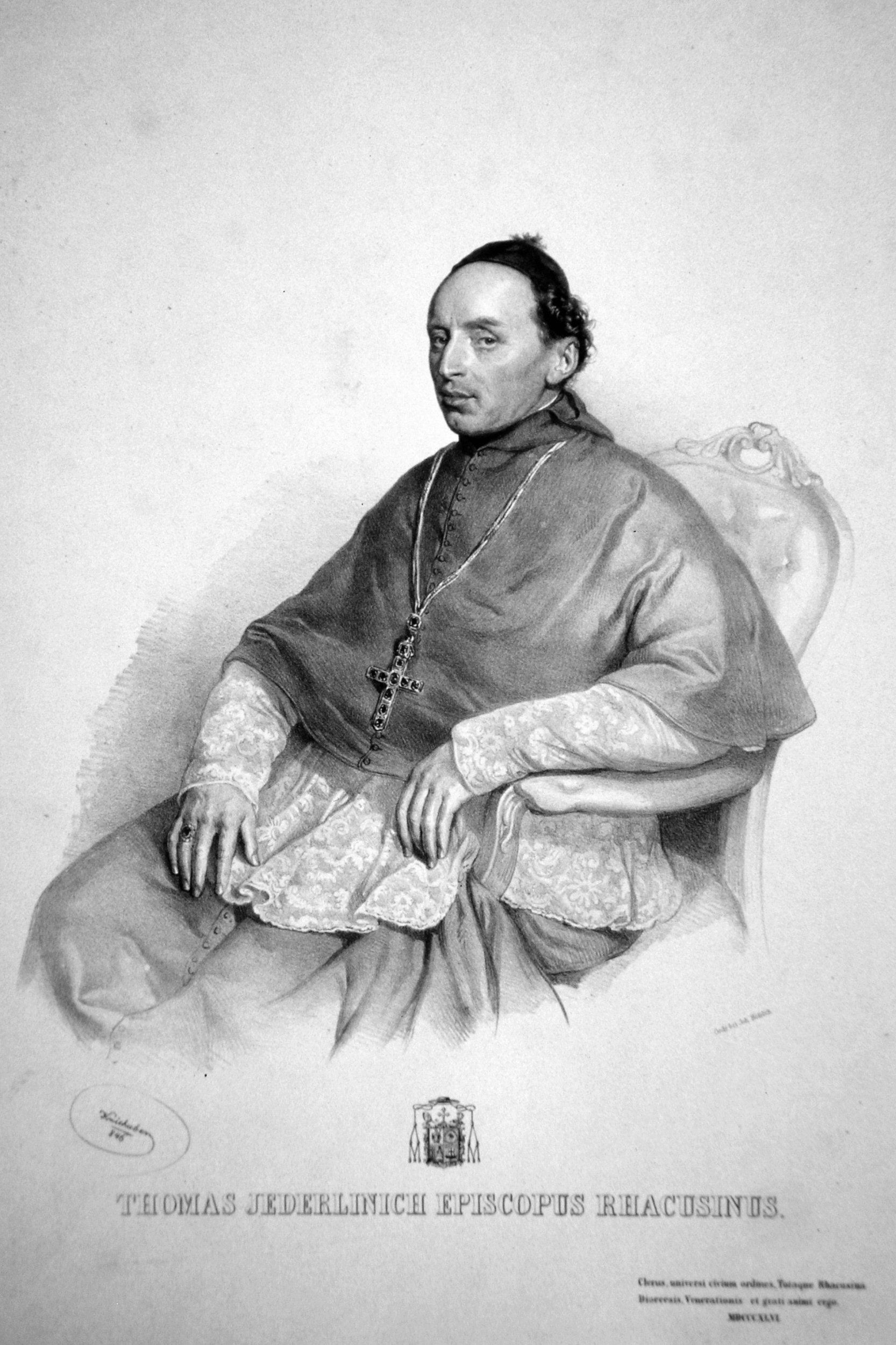
Toma Jedrlinić

Toma Jedrlinić (* 29. September 1798 in Castelmuschio, auf der Insel Krk, heute Kroatien; † 11. August 1855 in Dubrovnik) war ein römisch-katholischer Priester und Bischof von Dubrovnik.

## Leben
Toma Jedrlinić wurde am 30. Oktober 1825 zum Priester geweiht.
Mit kaiserlichem Dekret vom 11. November 1842 wurde er zum Bischof von Dubrovnik ernannt. Diese Ernennung bestätigte Papst Gregor XVI. am 30. Januar 1843. Die Bischofsweihe empfing er am 25. Oktober 1843 durch den Patriarchen von Venedig, Giacomo Kardinal Monico. Als Bischof von Dubrovnik war er gemäß apostolischem Schreiben vom 12. September 1839 von Papst Gregor XVI. zugleich Apostolischer Administrator des Bistums Trebinje-Mrkan.
Bischof Toma Jedrlinić starb im siebenundfünfzigsten Lebensjahr, im dreißigsten Priesterjahr und zwölften Jahre im Bischofsamt, in Dubrovnik und wurde dort auch beigesetzt.